# Marianne Fredriksson
Marianne Fredriksson (nume la naștere Persson), (n. 28 martie 1927, Göteborg, Suedia – d. 11 februarie 2007, Österskär) a fost o scriitoare suedeză. Înainte de a a scrie proză, ea a fost jurnalistă la diferite ziare și reviste, printre care și Svenska Dagbladet.

### Ficțiune
- The Book of Eve (Evas bok, 1980)
- The Book of Cain (Kains bok, 1981)
- The Saga of Norea (Noreas Saga, 1983)
- Children of Paradise (Paradisets barn, 1985)
- Simon and the Oaks (Simon och ekarna, 1985)
- Nightwanderer (Den som vandrar om natten, 1988)
- The Enigma (Gåtan, 1989)
- (Syndafloden, 1990) (unknown if this book has been translated into English)
- Sofie (Blindgång, 1992)
- Hanna's Daughters (Anna, Hanna och Johanna, 1994)
- According to Mary Magdalene (Enligt Maria Magdalena, 1997)
- Inge & Mira (Flyttfåglar, 1999)
- Loved children, a k a: Elisabeth's Daughter (Älskade barn, 2001)
- (Skilda verkligheter, 2004) (unknown if this book has been translated into English)
- (Ondskans leende, 2006) (unknown if this book has been translated into English)

### Non-ficțiune
- The Conditions of the Acacia (På akacians villkor, 1993), written with the architect Bengt Warne
- If Women Were Wise the World Would Stop (Om kvinnor vore kloka skulle världen stanna, 1993)
- The Eleventh Conspiracy (De elva sammansvurna, 1997), written with her daughter Ann Fredriksson